# エドワード・バーリンガム・ヒル
エドワード・バーリンガム・ヒル（Edward Burlingame Hill、1872年9月9日 マサチューセッツ州ケンブリッジ - 1960年7月9日 ニューハンプシャー州フランシスタウン）はアメリカ合衆国の作曲家・音楽教師。
ハーヴァード大学を1894年に卒業すると、ボストンでジョン・ノウルズ・ペインやフレデリック・フィールド・ビュラード、マーガレット・ルースヴェン・ラング、ジョージ・ホワイティングに、またパリ留学によりシャルル＝マリー・ヴィドールに音楽を師事。帰国後にさらにボストンでジョージ・ホワイトフィールド・チャドウィックの薫陶を受けた。
1908年にハーヴァード大学の教員となり、1940年に引退するまでその地位にあった。著名な門弟にレナード・バーンスタインやウォルター・ピストン、ヴァージル・トムソン、ロジャー・セッションズ、エリオット・カーター、ロス・リー・フィニーら。
広汎な作品のうち、交響曲や交響詩（各4点）、2つの舞踊音楽、2つの管弦楽組曲、2つのピアノ協奏曲、ヴァイオリン協奏曲（1）、イングリッシュホルン協奏曲、室内楽曲（複数）、2台ピアノのための《ジャズ風練習曲（jazz étude）》、合唱のための頌歌（1）、カンタータ（1）が主要な作品として挙げられる。